# Байтогай
Байтога́й (каз. Байтоғай) — село у складі Ариської міської адміністрації Туркестанської області Казахстану. Входить до складу Ходжатогайського сільського округу.
Населення — 836 осіб (2021; 900 у 2009, 719 у 1999, 879 у 1989).